# Kenjiro Shinozuka
Kenjiro Shinozuka (Ōta, 20. studenoga 1948. – Suwa, 18. ožujka 2024.) bio je japanski reli vozač. Na utrkama je debitirao 1967., a najveći uspjeh je postigao kao vozač momčadi Mitsubishi Motors. 
Za upravljačem modela Galant VR-4 osvojio je Azijsko-pacifičko prvenstvu u reliju 1988. te dva puta za redom pobijedio na utrci Reli Obala Bjelokosti 1991. i 1992., dok se utrka bodovala za Svjetsko prvenstvo u reliju, čime je postao prvi japanski natjecatelj koji je pobijedio na utrci svjetskog prvenstva u reliju. Suvozač mu je oba puta bio John Meadows. Uspješan je bio na Reliju Dakar, gdje je 1997. pobijedio u modelu Mitsubishi Pajero.